# Pascal Ackermann
Pascal Ackermann (n. 17 ianuarie 1994, Kandel, Renania-Palatinat, Germania) este un ciclist profesionist german, care concurează în prezent pentru echipa UAE Team Emirates. În 2019 a devenit primul neamț care a câștigat clasamentul pe puncte din cadrul Turului Italiei.

## Rezultate în Marile Tururi

### Turul Italiei
2 participări
- 2019: câștigător al etapelor a 2-a și a 5-a, locul 122
- 2023: câștigător al etapei a 11-a, locul 82

### Turul Spaniei
2 participări
- 2020: câștigător al etapelor a 9-a și a 18-a, locul 131
- 2022: locul 111